# Volleyball Club Cheseaux 2019-2020
Questa voce raccoglie le informazioni riguardanti il Volleyball Club Cheseaux nella stagione 2019-2020.

## Organigramma societario
Area direttiva
- Presidente: Alberto Angeretti

Area tecnica
- Allenatore: Doris Stierli
- Secondo allenatore: Mehmet Yılmaz, Mathieu Schacher
- Match analyst: Michel Dufaux
- Scoutman: Gilles Imboden

Area sanitaria
- Fisioterapista: Thomas Schillinger, Alexandre Guignard

## Rosa
| N° | Nome              | Ruolo | Data di nascita   | Nazionalità sportiva |
| -- | ----------------- | ----- | ----------------- | -------------------- |
| 2  | Manon Bulliard    | P     | 30 settembre 1994 | Svizzera             |
| 3  | Nicole Rightnowar | S     | 10 luglio 1997    | Stati Uniti          |
| 4  | Ioanna Trezzini   | L     | 30 maggio 2000    | Svizzera             |
| 5  | Alix De Micheli   | S     | 9 ottobre 2001    | Svizzera             |
| 6  | Pauline Simic     | S     | 23 dicembre 1998  | Svizzera             |
| 7  | Marine Hämmerli   | L     | 30 maggio 1994    | Svizzera             |
| 8  | Maude Lavanchy    | C     | 2 marzo 1988      | Svizzera             |
| 10 | Oriane Hämmerli   | P     | 30 gennaio 1996   | Svizzera             |
| 11 | Sarah Van Rooij   | S     | 28 aprile 1991    | Svizzera             |
| 12 | Marija Dančeva    | O     | 4 dicembre 1995   | Bulgaria             |
| 13 | Thaïs Freymond    | S     | 31 marzo 2003     | Svizzera             |
| 14 | Tryphosa Oseghale | C     | 24 aprile 1992    | Svizzera             |
| 18 | Marie Schnetzer   | C     | 26 febbraio 1997  | Svizzera             |

## Risultati

### Lega Nazionale A

#### Girone di andata
| 1ª giornata - 13 ottobre 2019 Sporthalle Leimacker, Düdingen       | Düdingen            | 3 - 0 | Cheseaux       | 25-23, 25-22, 25-16               |
| 2ª giornata - 19 ottobre 2019 Salle Derrière-la-Ville 5, Cheseaux  | Cheseaux            | 2 - 3 | Lugano         | 25-27, 25-16, 15-25, 25-13, 7-15  |
| 3ª giornata - 20 ottobre 2019 Halle de la Riveraine, Neuchâtel     | Neuchâtel           | 3 - 1 | Cheseaux       | 25-16, 19-25, 25-7, 25-18         |
| 4ª giornata - 27 ottobre 2019 Salle Derrière-la-Ville 5, Cheseaux  | Cheseaux            | 3 - 0 | Toggenburg     | 25-13, 25-19, 25-17               |
| 5ª giornata - 3 novembre 2019 Mehrzweckhalle Löhrenacker, Aesch    | Sm'Aesch Pfeffingen | 3 - 0 | Cheseaux       | 25-23, 25-19, 25-19               |
| 6ª giornata - 9 novembre 2019 Salle Derrière-la-Ville 5, Cheseaux  | Cheseaux            | 3 - 0 | Genève         | 25-21, 25-21, 25-19               |
| 7ª giornata - 17 novembre 2019 BBC Arena, Sciaffusa                | Kanti               | 3 - 2 | Cheseaux       | 28-30, 23-25, 25-17, 25-16, 15-11 |
| 8ª giornata - 23 novembre 2019 Salle Forum BIWI, Rossemaison       | Franches-Montagnes  | 3 - 2 | Cheseaux       | 18-25, 27-25, 25-27, 25-21, 15-11 |
| 9ª giornata - 1º dicembre 2019 Salle Derrière-la-Ville 5, Cheseaux | Cheseaux            | 3 - 0 | Val-de-Travers | 25-22, 25-16, 25-8                |

#### Girone di ritorno
| 10ª giornata - 7 dicembre 2019 Salle Derrière-la-Ville 5, Cheseaux     | Cheseaux       | 2 - 3 | Düdingen            | 25-11, 28-26, 21-25, 18-25, 24-26 |
| 11ª giornata - 14 dicembre 2019 Palestra Palamondo, Cadempino          | Lugano         | 1 - 3 | Cheseaux            | 18-25, 14-25, 25-22, 22-25        |
| 12ª giornata - 21 dicembre 2019 Salle Derrière-la-Ville 5, Cheseaux    | Cheseaux       | 0 - 3 | Neuchâtel           | 19-25, 20-25, 22-25               |
| 13ª giornata - 4 gennaio 2020 Sportanlage Rietstein, Wattwil           | Toggenburg     | 1 - 3 | Cheseaux            | 16-25, 16-25, 25-22, 14-25        |
| 14ª giornata - 15 gennaio 2020 Salle Derrière-la-Ville 5, Cheseaux     | Cheseaux       | 0 - 3 | Sm'Aesch Pfeffingen | 16-25, 23-25, 22-25               |
| 15ª giornata - 18 gennaio 2020 Henry-Dunant, Ginevra                   | Genève         | 0 - 3 | Cheseaux            | 15-25, 23-25, 21-25               |
| 16ª giornata - 26 gennaio 2020 Salle Derrière-la-Ville 5, Cheseaux     | Cheseaux       | 1 - 3 | Kanti               | 25-23, 21-25, 16-25, 21-25        |
| 17ª giornata - 1º febbraio 2020 Salle Derrière-la-Ville 5, Cheseaux    | Cheseaux       | 3 - 0 | Franches-Montagnes  | 25-17, 25-21, 25-22               |
| 18ª giornata - 8 febbraio 2020 Salle du Centre Sportif, Val-de-Travers | Val-de-Travers | 0 - 3 | Cheseaux            | 14-25, 15-25, 21-25               |

#### Play-off scudetto
| Quarti di finale (gara 1) - 16 febbraio 2020 Sporthalle Leimacker, Düdingen      | Düdingen | 3 - 0 | Cheseaux | 25-16, 26-24, 25-21               |
| Quarti di finale (gara 2) - 22 febbraio 2020 Salle Derrière-la-Ville 5, Cheseaux | Cheseaux | 2 - 3 | Düdingen | 25-22, 20-25, 25-23, 21-25, 13-15 |
| Quarti di finale (gara 3) - 26 febbraio 2020 Sporthalle Leimacker, Düdingen      | Düdingen | 3 - 2 | Cheseaux | 25-19, 24-26, 25-18, 23-25, 15-12 |

### Coppa di Svizzera

#### Fase a eliminazione diretta
| Ottavi di finale - 12 gennaio 2020 Salle Derrière-la-Ville 5, Cheseaux | Cheseaux | 2 - 3 | Franches-Montagnes | 16-25, 25-23, 20-25, 25-18, 17-19 |

## Statistiche

### Statistiche di squadra
| Competizione      | Punti | In casa | In casa | In casa | In trasferta | In trasferta | In trasferta | Totale | Totale | Totale |
| Competizione      | Punti | G       | V       | P       | G            | V            | P            | G      | V      | P      |
| ----------------- | ----- | ------- | ------- | ------- | ------------ | ------------ | ------------ | ------ | ------ | ------ |
| Lega Nazionale A  | 28    | 10      | 4       | 6       | 11           | 4            | 7            | 21     | 8      | 13     |
| Coppa di Svizzera | -     | 1       | 0       | 1       | 0            | 0            | 0            | 1      | 0      | 1      |
| Totale            | -     | 11      | 4       | 7       | 11           | 4            | 7            | 22     | 8      | 14     |

G = partite giocate; V = partite vinte; P = partite perse

### Statistiche dei giocatori
Dati non disponibili.